# Finlandia en los Juegos Olímpicos de Pyeongchang 2018
Finlandia estuvo representada en los Juegos Olímpicos de Pyeongchang 2018 por un total de 106 deportistas que compitieron en 11 deportes. Responsable del equipo olímpico fue el Comité Olímpico Finlandés, así como las federaciones deportivas nacionales de cada deporte con participación.
El portador de la bandera en la ceremonia de apertura fue el saltador en esquí Janne Ahonen.

## Medallistas
El equipo olímpico finlandés obtuvo las siguientes medallas:
| Nombre            | Deporte            | Competición  |
| ----------------- | ------------------ | ------------ |
| Oro               |                    |              |
| Iivo Niskanen     | Esquí de fondo     | 50 km M      |
| Plata             |                    |              |
| Krista Pärmäkoski | Esquí de fondo     | 30 km F      |
| Bronce            |                    |              |
| Krista Pärmäkoski | Esquí de fondo     | 15 km F      |
| Krista Pärmäkoski | Esquí de fondo     | 10 km F      |
| Equipo            | Hockey sobre hielo | Torneo F     |
| Enni Rukajärvi    | Snowboard          | Slopestyle F |